# Zarafshon (település)
Zarafshon (üzbég nyelven: Zarafshon/Зарафшон; orosz nyelven: Зарафшан) város Üzbegisztánban, Navoiy régió központja, a 2009. évi adatok alapján több mint 68 000 lakossal.

## Fekvése
Üzbegisztán területén, a Kizil-kum sivatagban található.

## Leírása

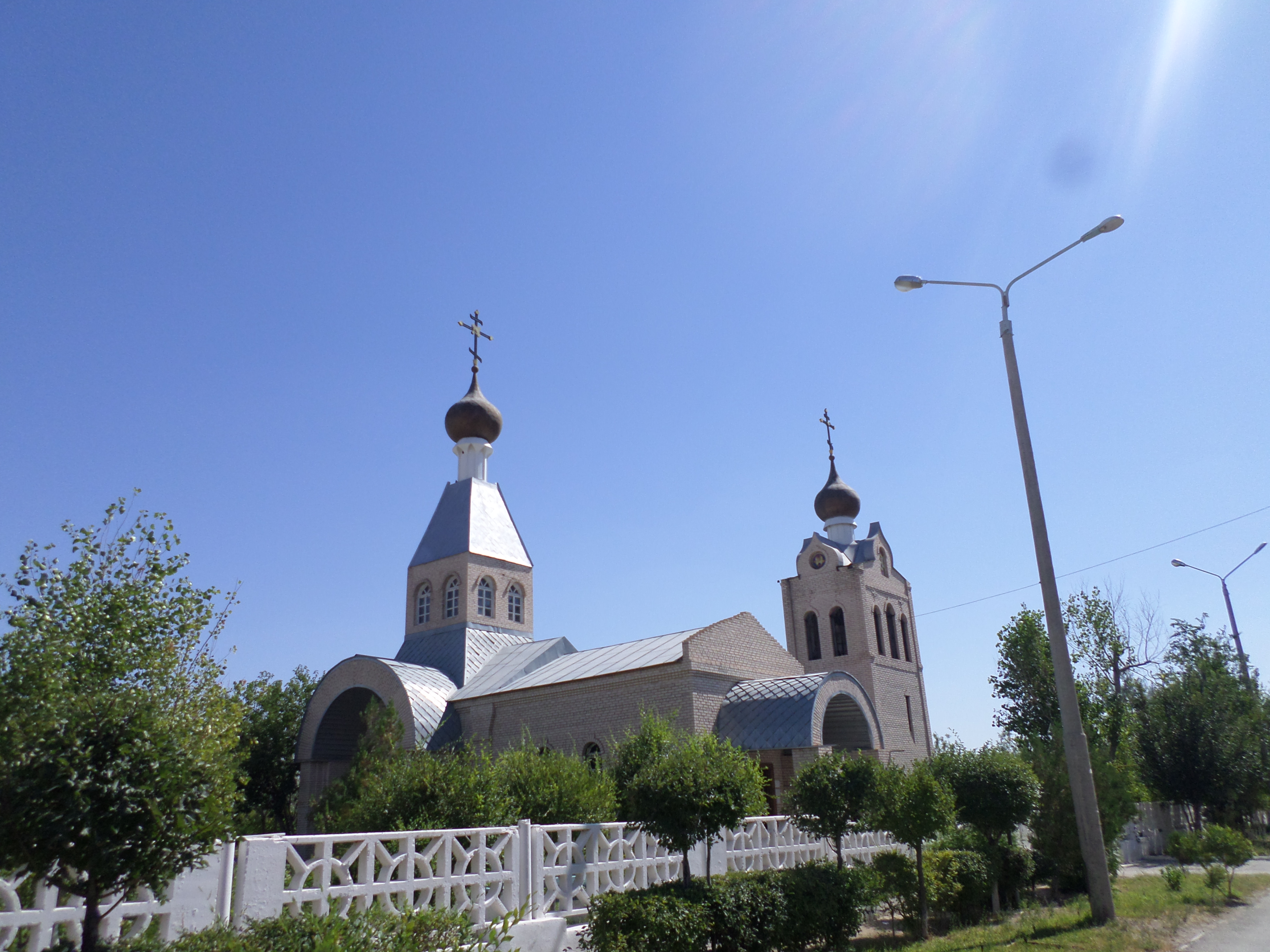
Zarafshon, templom

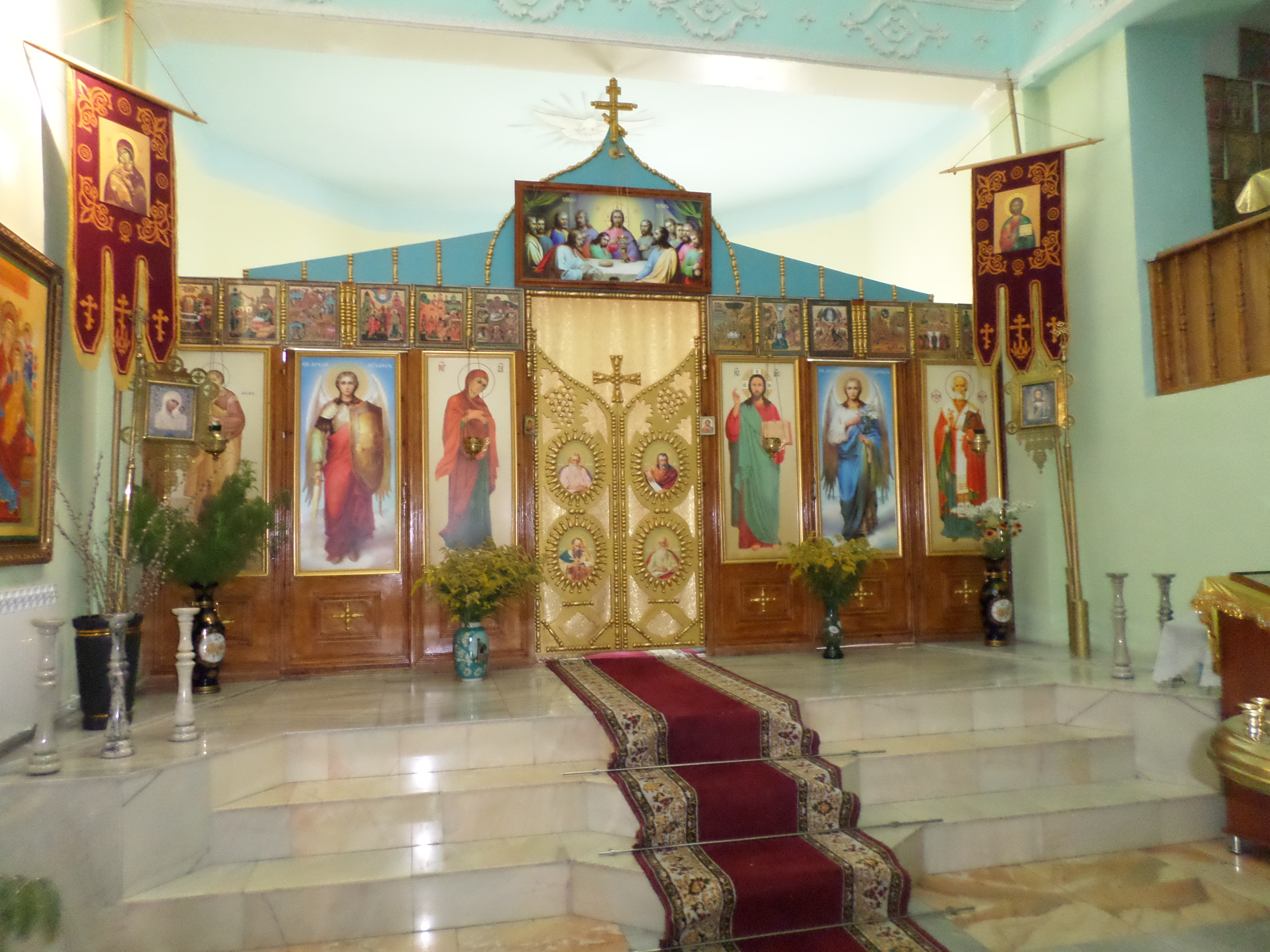
Templombelső

Zarafshon "Üzbegisztán aranyfővárosa" néven ismert, mely egyúttal a Navoi Bányászat és Kohászat Központi Bányászati Igazgatóságának székhelye is, amelynek feladata a közeli Muruntau aranybányászata és annak feldolgozása. Muruntau aranybányászatát és feldolgozását 1995 és 2006 között a Zarafshon-Newmont Közös Vállalkozás vezette, mely a denveri Newmont Mining Corporation közvetlen külföldi befektetése (az akkori legnagyobb amerikai befektető Üzbegisztánban – ez volt az első jelentős nyugati befektetés a régióban a Szovjetunió felbomlása után).
Üzbegisztán 2006-ban kisajátította a társaság vagyonát, és 2007-re teljesen birtokába került a bánya.
A zarafshoni repülőteret (IATA: AFS) az Uzbekistan Airlines szolgálja ki közvetlen napi járatokkal Taskentbe és vissza.